# Едуард Оскар Шмідт
Едуард Оскар Шмідт (Eduard Oscar Schmidt; 1823—1886) — німецький зоолог і педагог.

## Біографія
Спершу він вивчав математику і природничі науки, згодом завдяки Крістіан Ґоттфрід Ернберг і Йоганн Петер Мюллер перейшов до зоології. Він викладав у Єні (з 1848 року), Кракові (з 1855 року), Ґраці (з 1857 року) і з 1872 року у Страсбурзі. Шмідт був одним з перших прибічників вчення Дарвіна про еволюцію і застосовував його у своїх досліджуваних областях.
Його тісна дружба з Ернстом Геккелем і Францом Унгером, котрі займалися дослідженнями у Італії на Адріатиці, спровокувала його до обробки губок цього регіону. Він написав кілька робіт по систематиці і еволюції губок (Porifera). У популяризацію природничих наук він також вніс значущий вклад. Так, у 1866 рокові Шмідт написав том «Niederen Thiere» для «Життя тварин» Брема.

## Обрана бібліографія
- «Die rhabdocoelen Strudelwürmer (Turbellaria rhabdocoela) des süssen Wassers» (Єна, 1848);
- «Neue Beiträge zur Naturgeschichte der Würmer» (Єна 1848);
- «Handbuch der vergleichenden Anatomie» (Єна, 1849; 8 вид., 1882);
- «Das Mikroskop» (Лейпциг, 1851);
- «Handatlas der vergleichenden Anatomie etc.» (Єна, 1852);
- «Lehrbuch der Zoologie» (Вена, 1858);
- «Zur Entwicklungsgeschichte der Najaden» («Sitz. ber. Wiener Ak. Wiss.», 1856);
- «Die rhabdocoelen Strudelwürmer aus den Umgebungen von Krakau» (там ж, 1858);
- «Leitfaden der Zoologie zum Gebrauch an Gymnasien etc.» (Вена, 1860; 4 вид., 1883);
- «Die Spongien des adriatischen Meeres» (Лейпциг, 1862, додаток у 1864 і 1866);
- «Die Spongien der Küste von Algier» (там ж, 1868);
- «Brehm's Thierleben. Die niederen Thiere» (там ж, 1860);
- «Grundzüge einer Spongienfauna des atlantischen Gebietes» (там ж, 1870);
- «Jahresberichte d. Commission z. Untersuchung d. deutschen Meere. Spongien» (Кіль, 1872);
- «Descendenzlehre und Darwinismus» («Internat. wiss. Bibl.», Лейпциг, 1873; 3 вид., 1883);
- «Zur Orientirung über die Entwicklung der Spongien» («Zeitschr. f. wiss. Zool.», 1875);
- «Die naturwissenschaftlichen Grundlagen der Philosophie des Unbewussten» (Лейпциг, 1877);
- «Thierkunde» («Naturwiss. Elementarbücher», Страсбург, 1878);
- «Darwinismus und Socialdemokratie» (Бонн, 1878);
- «Die Spongien des Meerbusens von Mexico» (Єна, 1879—80);
- «Die Säugethiere in ihrem Verhältnis zur Vorwelt» («Intern. wiss. Bibl.», Лейпциг, 1884).